# Bertha Kalich
Bertha Kalich (17 de mayo de 1874 – 18 de abril de 1939) fue una actriz de origen judío nacida en la ciudad de Lemberg, actualmente Leópolis, en Ucrania, conocida principalmente por sus papeles en el teatro de lengua yidis representado en la ciudad de Nueva York. 

## Biografía
También conocida por el nombre de Bertha Kalish, fue estudiante de canto del Conservatorio de Aviv, y a los 13 años de edad cantaba en el coro de La Traviata representada en el Teatro Polaco de la Ópera de Leópolis. Un compañero actor, Max Gimpel, le ofreció un trabajo en su Teatro Yidis y, cuando la primera actriz de Gimpel se fue a América, Kalich pasó a ser la prima donna y cantó la opereta de Abraham Goldfaden Shulamis. Gracias a ello, Goldfaden le ofreció un puesto para actuar en una gira por Rumanía.
Llevada a los Estados Unidos por el actor David Kessler, representó en este país principalmente papeles de "mujeres del mundo", entre ellos los personajes titulares de Zaza (obra de Pierre Berton y Charles Simon), Fédora (de Victorien Sardou) y Sappho (de Jacob Mikhailovich Gordin), y el de Magda en la pieza de Hermann Sudermann Heimat. Bajo la tutela de Harrison Grey Fiske también trabajó en obras teatrales del circuito de Broadway como Monna Vanna, de Maurice Maeterlinck.
Bertha Kalich falleció en 1939 en Nueva York por causas no determinadas. Tenía 64 años de edad. Fue enterrada en el Cementerio Mount Hebron del barrio de Flushing, en Nueva York. 
Kalich se había casado en 1890, con 16 años de edad, con Leopold Spachner. Tuvieron un hijo, Arthur (fallecido joven), y una hija, Lilian. 